# Park Narodowy Mochima
Park Narodowy Mochima (hiszp. Parque nacional Mochima) – park narodowy w Wenezueli położony w stanach Sucre i Anzoátegui. Został utworzony 19 grudnia 1973 roku i zajmuje obszar 949,35 km². W 2005 roku został zakwalifikowany przez BirdLife International jako ostoja ptaków IBA.

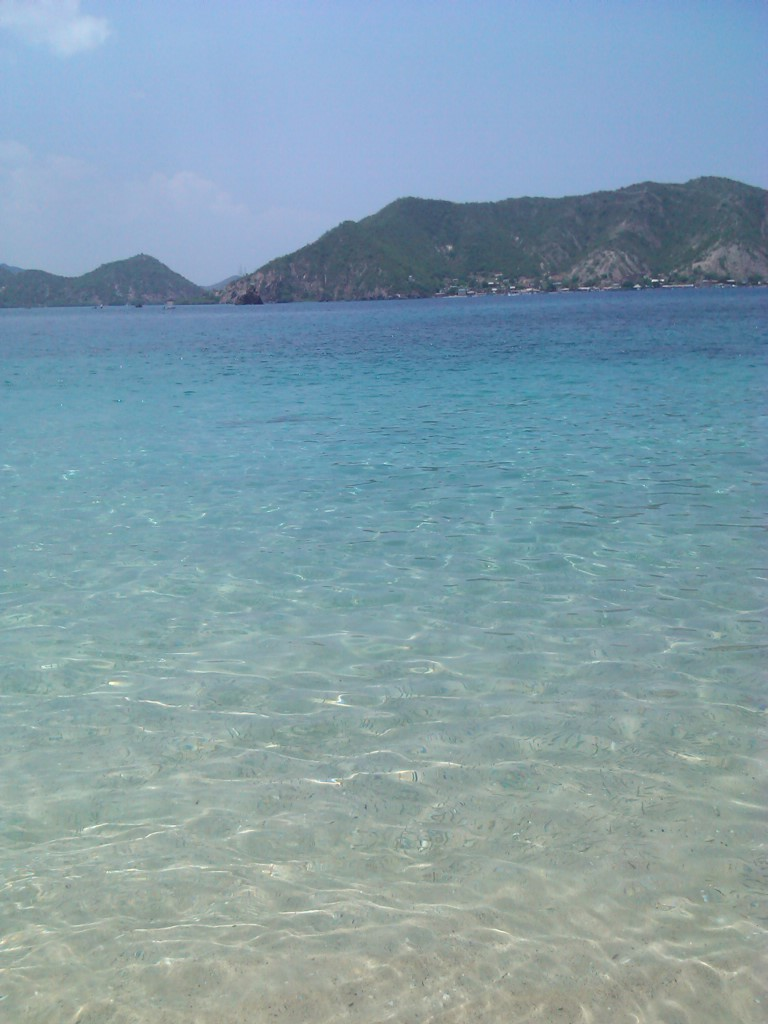
Wyspa Isla de Plata

## Opis
Park znajduje się nad Morzem Karaibskim. Składa się z:
1/ obszaru morskiego z dużą liczbą wysp takich jak m.in.: Chimana Grande, Chimana Segunda, Mono, Picuda, Picuda Grande, Caracas, Venado, Isla de Plata, Borracha i Arapo. Występują tu małe rafy koralowe,
2/ wybrzeża z lasami namorzynowymi i tropikalnym lasem suchym,
3/ obszaru górskiego (północne zbocza masywu Turimiquire do wysokości 1150 m n.p.m.). Pokrywa go w większości tropikalny wilgotny las górski. W najwyższej części występuje las mglisty.
Średnia roczna temperatura w parku wynosi +26,6 °C, a średnie roczne opady od 250 mm na wyspach do ponad 2000 mm w górach. Pora deszczowa trwa od lipca do października.

## Flora
W masywie Turimiquire występuje wiele roślin endemicznych. Są to m.in.: narażony na wyginięcie (VU) Hypericum caracasanum turimiquensis (z rodzaju dziurawiec), a także m.in.: Cynanchum sucrensis (z rodzaju obojnik), Carex turimiquensis (z rodzaju turzyca), Sloanea anzoateguiensis i Stellaria turimiquensis (z rodzaju gwiazdnica). Rośnie tu też m.in.: zagrożony wyginięciem (EN) gwajakowiec lekarski, narażony na wyginięcie (VU) Tabebuia chrysantha, a także m.in.: Pithecelobium saman, Bulnesia arborea, jadłoszyn baziowaty, brezylka garbarska i Triplaris caracasana.
Na wybrzeżu lasy namorzynowe tworzą głównie: Conocarpus erectus, Rhizophora mangle i Avicennia nitida. Rosną tu też m.in.: Mauritia flexuosa i Batis maritima.

## Fauna
W parku odnotowano 78 gatunków ssaków. Są to ssaki morskie takie jak m.in.: steno długonosy, delfin zwyczajny, delfinek plamisty, delfinek długoszczęki, butlonos zwyczajny, płetwal tropikalny, a także ssaki lądowe takie jak jaguar amerykański, puma płowa, paka nizinna, pancernik dziewięciopaskowy, leniwiec pstry, kapucynka oliwkowa, królak brazylijski i mulak białoogonowy.
Żyje tu 28 gatunków gadów. Są to krytycznie zagrożony wyginięciem (CR) żółw szylkretowy, zagrożony wyginięciem (EN) żółw jadalny, narażone na wyginięcie (VU) karetta i żółw skórzasty, a także m.in.: legwan zielony, grzechotnik straszliwy, Bothrops lanceolatus, groźnica niema i Cnemidophorus lemniscatus.
W parku występuje 80 gatunków ptaków. Są to zagrożone wyginięciem (EN) perłowiec białogardły, czyż czerwony, haczykodziobek wenezuelski i koronówka szarogłowa, narażona na wyginięcie (VU) rudosterka rdzawolica, a także m.in.: faeton białosterny, głuptak białobrzuchy, widłogonek zielonogardły, karakara czubata, czakalaka rdzaworzytna, fregata wielka i kormoran oliwkowy.